# Scolopostethus cognatus
Scolopostethus cognatus är en insektsart som beskrevs av Franz Xaver Fieber 1861. Scolopostethus cognatus ingår i släktet Scolopostethus och familjen Rhyparochromidae. Inga underarter finns listade i Catalogue of Life.